# Lhasa
Lhasa (en tibetà, ལྷ་ས་; en xinès tradicional, 拉薩; en xinès simplificat, 拉萨; en pinyin, Lāsà), de vegades amb la grafia Lasa, és la capital de la Regió Autònoma del Tibet, a la República Popular de la Xina, i la capital tradicional del Tibet. Cobreix una superfície aproximadament de 29.274 quilòmetres quadrats de terreny accidentat i poc poblat. La seva població és de 902.500 habitants (2015).
Lhasa vol dir 'lloc dels déus'. Es troba a una altitud de 3.650 metres sobre el nivell del mar, vora el riu Kyi, afluent del Yarlung Zangbo o Brahmaputra. És la ciutat més alta de l'Àsia i la quarta més alta del món (després de Cerro de Pasco, Potosí i La Paz). En la primera meitat del segle xx, uns quants exploradors occidentals van arribar a la ciutat.
Limita al nord amb la prefectura de Nagou, a l'est amb la prefectura de Nyingchi, al sud amb la prefectura de Shannan, i al sud-oest amb la prefectura de Xigaze. El municipi o prefectura de Lhasa es divideix en els districtes de Lhünzhub, Damxung, Nyêmo, Qüxü, Doilungdêqên, Dagzê i Maizhokunggar.
El palau de Potala forma part del Patrimoni de la Humanitat de la UNESCO i és un dels monuments més importants del país. Era la residència tradicional del dalai-lama a l'hivern. També hi destaca el palau de Norbulingka, que n'era la residència d'estiu.

## Geografia

### Ubicació
Lhasa es troba al centre-sud del Tibet, al nord de l'Himàlaia. La ciutat a nivell de prefectura té 277 km d'est a oest i 202 km de nord a sud. Ocupa una àrea de 29.518 km². Limita amb la ciutat de Nagqu al nord, la ciutat de Nyingchi a l'est, la ciutat de Shannan /Lhoka al sud i la ciutat de Xigazê a l'oest. La ciutat a nivell de prefectura correspon aproximadament a la conca del riu Lhasa, que és el centre del Tibet políticament, econòmicament i culturalment. El districte de Chengguan també és el centre del Tibet en termes de transport, comunicacions, educació i religió, a més de ser la part més desenvolupada del Tibet i una destinació turística important amb llocs d'interès com el Palau de Potala, Jokhang i el temple Ramoche.Lhasa (prefecture-level city)

### Conca del riu Lhasa

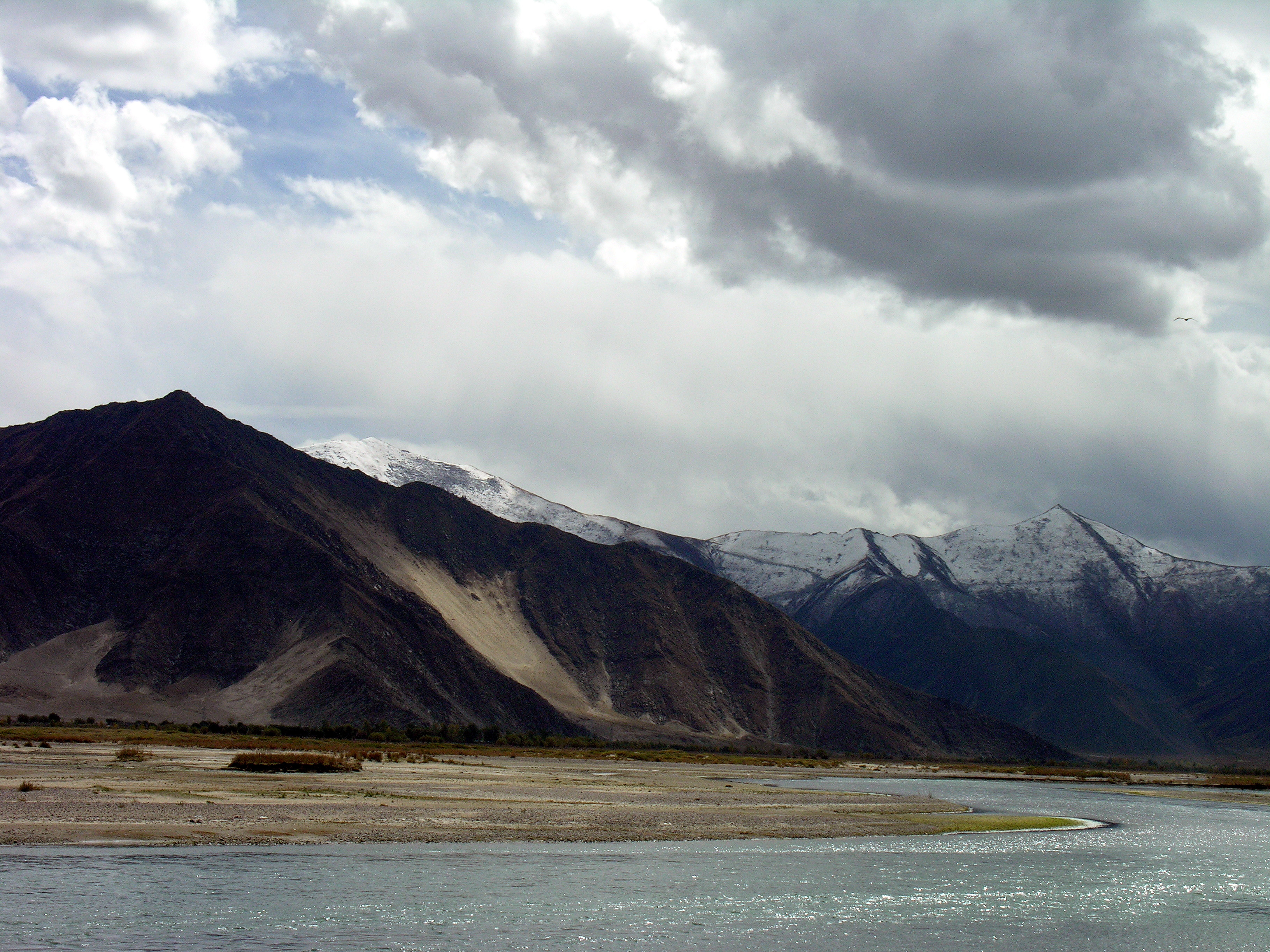
Riu Lhasa al sud de Lhasa

La ciutat a nivell de prefectura de Lhasa correspon aproximadament a la conca del riu Lhasa, un important afluent del riu Yarlung Tsangpo. L'excepció són el nord del comtat de Damxung, que travessa la conca hidrogràfica de les muntanyes Nyenchen Tanglha i inclou part del llac Namtso, i el comtat de Nyêmo, que cobreix la conca del riu Nimu Maqu, un afluent directe del riu Nimu Maqu. Yarlung Tsangpo. La conca del riu està separada de la vall de Yarlung Tsangpo al sud per la serralada de Goikarla Rigyu. L'afluent més gran del riu Lhasa, el Reting Tsangpo, neix a les muntanyes de Chenthangula a la prefectura de Nagqu a una altitud d'uns 5500 m, i flueix al sud-oest a Lhasa després del monestir de Reting.
El riu Lhasa drena una àrea de 32471 km², i és l'afluent més gran de la secció mitjana del Yarlung Tsangpo. L'altitud mitjana de la conca és d'uns 4500 m. La conca té una geologia complexa i és tectònicament activa. Els terratrèmols són habituals. L'escorrentia anual és de 10550000000 m3 . La qualitat de l'aigua és bona, amb poca descàrrega d'aigües residuals i un mínim de pesticides i fertilitzants químics.
El riu Lhasa es forma on conflueixen tres rius més petits. Aquests són el Phak Chu, el Phongdolha Chu que flueix del comtat de Damxung i el Reting Tsangpo, que s'aixeca més enllà del monestir de Reting. L'afluent més alt neix al voltant dels 5290 m al vessant sud de les muntanyes Nyenchen Tanglha. En el seu tram superior el riu flueix al sud-est per una vall profunda. Més avall la vall del riu és més plana i canvia de direcció cap al sud-oest, el riu s'expandeix a una amplada de 150 a 200 m. Els principals afluents del curs inferior són el riu Pengbo i el riu Duilong. A la seva desembocadura, la vall de Lhasa té uns 5 km d'ample.
La major part de l'aigua prové de les pluges monsòniques d'estiu, que cauen de juliol a setembre. Hi ha inundacions a l'estiu de juliol a setembre, amb aproximadament un 17% de l'escorrentia anual que flueix al setembre. A l'hivern el riu té poca aigua, i de vegades es congela. El cabal total és d'uns 4 km3, amb un cabal mitjà d'uns 125 m3/s. El potencial hidroelèctric total de la conca fluvial és de 2.560.000 kW. La central hidroelèctrica de Zhikong al comtat de Maizhokunggar en lliura 100 MW. La central hidràulica de Pangduo al comtat de Lhünzhub té una capacitat instal·lada total de 160 MW.

## Geologia
L'antiga prefectura de Lhasa es troba al terrane de Lhasa, al qual dona nom. Es creu que aquest és l'últim bloc de l'escorça que s'ha acumulat a la placa eurasiàtica abans de la col·lisió amb la placa índia al Cenozoic. El terrane està separat de l'Himàlaia al sud per la sutura Yarlung-Tsangpo, i del terrane Qiangtang al nord per la sutura Bangong-Nujiang. El terra de Lhasa constava de dos blocs abans del Mesozoic, el bloc de Lhasa Nord i el bloc de Lhasa Sud. Aquests blocs es van unir al Paleozoic final.
El terreny de Lhasa es va moure cap al nord i va xocar amb el terra de Qiangtang al llarg de la sutura de Bangong. La col·lisió va començar cap a finals del Juràssic final (c. 163–145 Ma ), i l'activitat de col·lisió va continuar fins a principis del Cretaci superior (c. 100–66 Ma). Durant aquest període, la terra pot haver-se escurçat almenys 180 km . La col·lisió va provocar la formació d'una conca perifèrica d'avantpaís a la part nord del terreny de Lhasa. En algunes parts de la conca d'avantpaís, la subducció cap al nord de l'escorça oceànica de Neotethya sota el terra de Lhasa va causar vulcanisme. El batòlit gangdesà es va formar a mesura que aquesta subducció continuava al llarg del marge sud del terra de Lhasa. Els gangdesos s'introdueixen a la meitat sud del terreny de Lhasa.
El contacte amb l'Índia va començar al llarg de la sutura Yarlung-Zangbo al voltant de 50 Ma durant l'Eocè, i els dos continents continuen convergent. El magmatisme va continuar a l'arc gangdeso fins als 40 Ma. Hi va haver un escurçament important de l'escorça a mesura que avançava la col·lisió. El terra de Lhasa del Sud va experimentar metamorfisme i magmatisme al Cenozoic primerenc (55–45 Ma) i metamorfisme a l'Eocè superior (40–30 Ma), presumiblement a causa de la col·lisió entre els continents de l'Índia i Euràsia.
Les roques d'aquesta regió són roques sedimentàries del Paleozoic i el Mesozoic en les quals s'ha introduït el granit durant el Cretaci. Les roques s'han metamorfosat i estan profundament erosionades i fallades. Les roques exposades al canó de Reting Tsangpo tenen una antiguitat a partir dels 400 anys Ma als 50 Ma. El resultat de les falles ha estat sovint juxtaposar roques relativament recents amb roques molt més antigues. Algunes parts del fons oceànic es van empènyer cap a l'altiplà tibetà i van formar marbre o pissarra. Fòssils marins del 400 Ma es troben als canyons del riu, i les cases estan cobertes amb pissarra.
La conca de Yangbajing es troba entre la serralada Nyainquentanglha al nord-oest i la sutura Yarlu-Zangbo al sud. El camp geotèrmic de Yangbajain es troba a la part central d'una conca de depressió de falla de mig graben causada per la zona de falla foremuntana de les muntanyes Nyainqentanglha. La falla del destacament d'immersió SE va començar a formar-se uns 8 Ma. L'embassament geotèrmic és bàsicament una conca quaternària sobreposada per un gran batòlit de granit. La conca s'ha omplert amb dipòsits glacials del nord i sediments al·luvials-pluvials del sud. El fluid flueix horitzontalment al dipòsit a través de les falles al voltant de la conca. Les anàlisis químiques del fluid tèrmic indiquen que hi ha activitat magmàtica poc profunda no molt per sota del camp geotèrmic.
Durant les edats glacials dels darrers dos milions d'anys, l'altiplà tibetà i l'Himàlaia han estat coberts per la capa de gel polar expandida diverses vegades. A mesura que el gel es movia, va erosionar la roca, omplint de grava els canyons del riu. En uns quants trams els rius han tallat la grava i flueixen ràpidament sobre la roca del llit, i en algunes zones grans blocs han caigut als rius i han format ràpids.

## Monestirs
La ciutat és la residència tradicional del dalai-lama (des del 1959, arran de l'ocupació xinesa, viu refugiat a Dharamsala, a l'estat indi d'Himachal Pradesh) i es considera la ciutat santa del budisme tibetà. Entre els seus nombrosos monestirs cal destacar els següents:
- Jokhang, el més antic de la capital tibetana, construït en l'any 642.
- Sera, fundat el 1419.
- Drepung, també del segle xv.

## Universitat
La Universitat del Tibet és la universitat més gran de la Regió Autònoma del Tibet. Té el campus principal a Lhasa. El govern de la Xina va crear una institució antecessora de la universitat el 1952, però no es va oficialitzar fins al 1985. Actualment té uns 8.000 estudiants.